# Droga Panamerykańska
Droga Panamerykańska – droga mająca na celu połączenie krajów obu Ameryk, od północy Alaski, poprzez Amerykę Środkową, po południe Argentyny. Jest to raczej system dróg i autostrad połączonych szeregowo, a niekiedy również równolegle ze sobą tak, aby połączyć większość krajów obu Ameryk. Łączna długość całej trasy, liczonej z miejscowości Prudhoe Bay na Alasce w USA do miasta Ushuaia w Argentynie, wynosi ponad 30 000 km. Oprócz tej trasy Panamericana ma wiele odnóg, łączących większość krajów Ameryki Południowej.
Droga Panamerykańska w językach urzędowych państw obu Ameryk jest nazywana: Pan-American Highway (ang.), Carretera Panamericana (hiszp.), Estrada Panamericana (port.), Autoroute Panaméricaine (fr.).

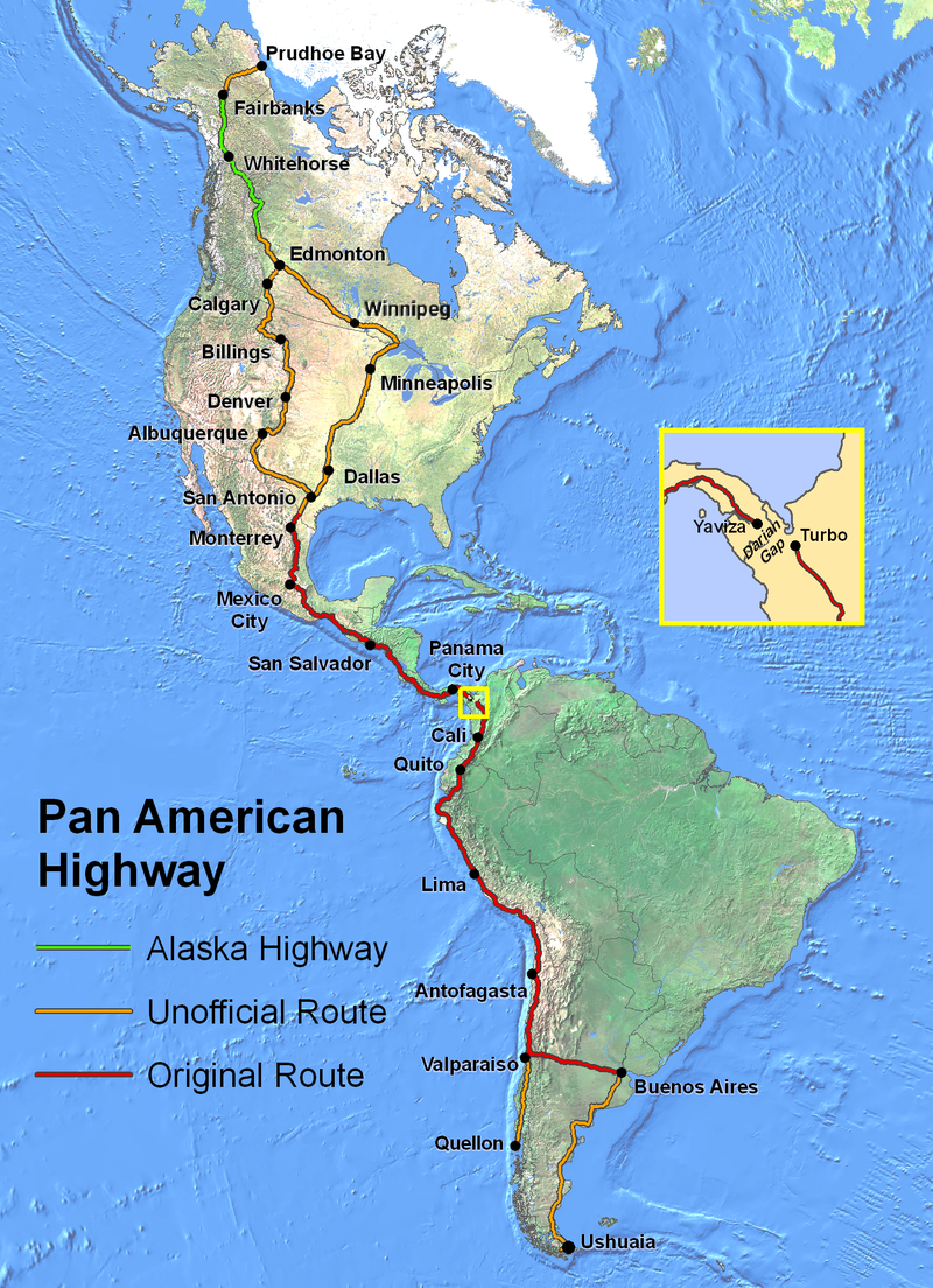
Autostrada Panamerykańska z przerwą w Darién

## Państwa
Droga Panamerykańska przebiega kolejno przez następujące państwa:
- Stany Zjednoczone – Alaska
- Kanada
- Stany Zjednoczone
- Meksyk
- Gwatemala
- Salwador
- Honduras
- Nikaragua
- Kostaryka
- Panama
- Kolumbia
- Ekwador
- Peru
- Chile
- Argentyna

Ponadto jej odnogi odchodzą do takich państw, jak:
- Wenezuela
- Boliwia
- Paragwaj

## Przebieg drogi

### Od kręgu polarnego do Dawson Creek w Kanadzie

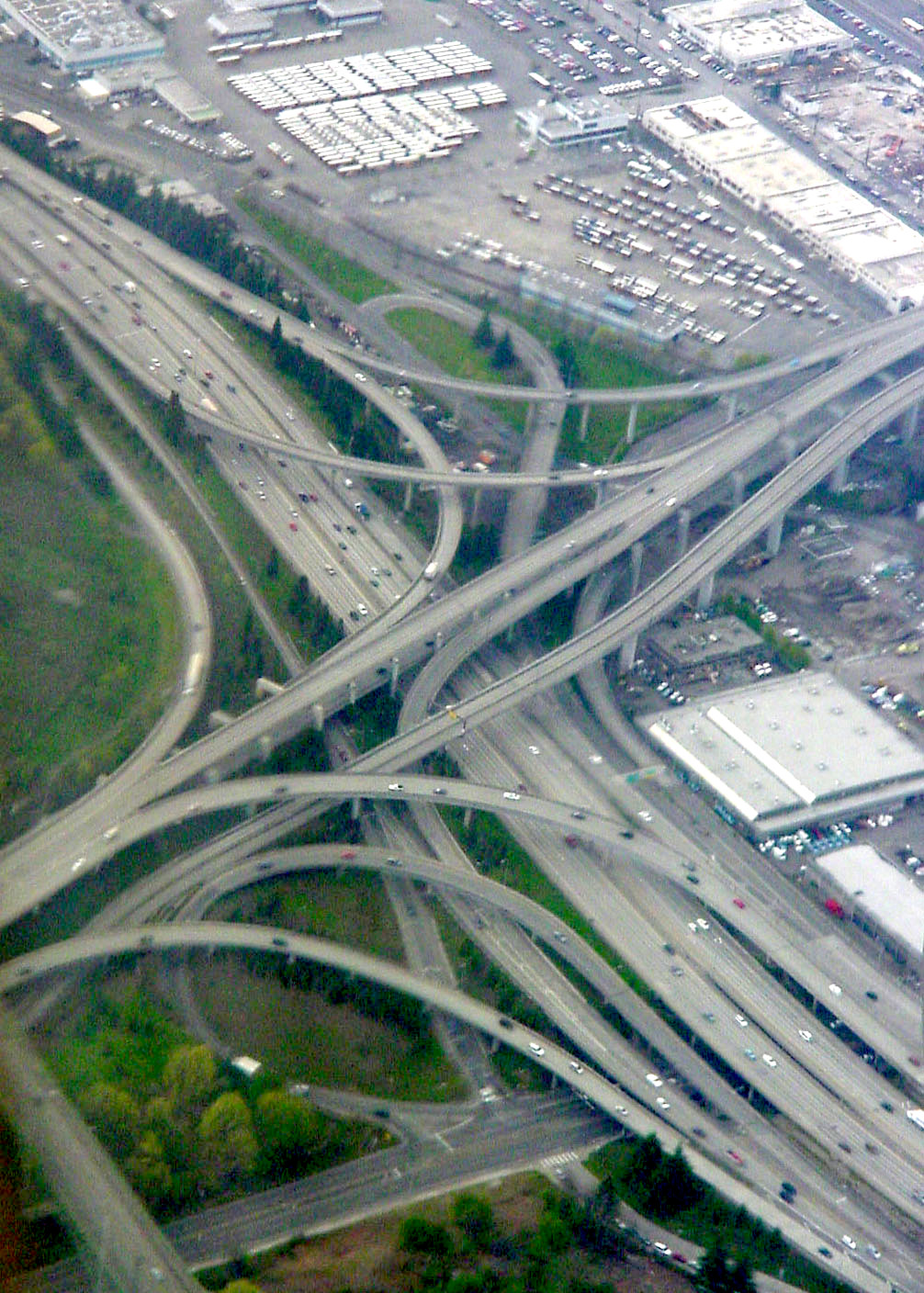
Węzeł dróg I-5 oraz I-90
w Seattle

Droga liczona jest od koła podbiegunowego północnego, na Alasce, która jest częścią James Dalton Highway prowadzącej z Fairbanks na samą północ do Prudhoe Bay. Prowadzi ona przez Fairbanks, drogą Alaska Highway [A2] do granicy, niedaleko Beaver Creek na Jukonie w Kanadzie. Od Beaver Creek, przez Whitehorse drogą Alaska Highway [1]. W prowincji Kolumbia Brytyjska droga zmienia oznaczenie na [97] i prowadzi do Dawson Creek, gdzie kończy się nazwa Alaska Highway.

### Z Dawson Creek do Monterrey w Meksyku
Ponieważ w Stanach Zjednoczonych przebieg Drogi Panamerykańskiej nigdy nie został zdefiniowany, jej przebieg z Dawson Creek aż do Monterrey w Meksyku jest co najmniej dwuwariantowy. Pierwszy wariant jest dużo krótszy.

#### Wariant pierwszy
Z Dawson Creek w Kolumbii Brytyjskiej, przez Prince George drogą Cariboo Highway i krajową [1] do Vancouver, potem po przekroczeniu granicy z USA niedaleko miasta Blaine, autostradą Interstate 5 [I-5] przez Seattle, Olympia i Vancouver w stanie Waszyngton, Portland, Salem, Eugene w Oregonie, Sacramento, Los Angeles, San Diego w Kalifornii. Następnie drogą [I-8] do Casa Grande w Arizonie, [I-10] do Tucson i [I-19] do granicy z Meksykiem w mieście Nogales. W Meksyku drogą [Mex 15D] (Mex oznacza drogę krajową a z dopiskiem „D” oznacza autostradę, często płatną) przez Hermosillo w stanie Sonora, Mazatlán w stanie Sinaloa. Z Mazatlán do Durango w stanie o tej samej nazwie prowadzi droga [Mex 40] a z Durango do Monterrey leżącego w stanie Nuevo León droga [Mex 40D].

#### Wariant drugi
Drugi wariant do droga międzystanowa Interstate 35, łącząca Duluth w Minnesocie z Laredo w Teksasie, zwana w trakcie budowy Pan Am Expressway. Z tego powodu uważana jest za część Drogi Panamerykańskiej. Przebieg trasy:
Z Dawson Creek, przez Prince George w Kolumbii Brytyjskiej, Edmonton w prowincji Alberta, Saskatoon w prowincji Saskatchewan, Winnipeg w prowincji Manitoba. Następnie na południe drogą [75] do granicy z USA i dalej [I-29] do Grand Forks. Stąd do Duluth, w Minnesocie drogą stanową [2], gdzie zaczyna się droga Interstate 35 [I-35], albo do Minneapolis (na skróty). Dalej na południe, droga [I-35] przebiega przez Des Moines w stanie Iowa, Kansas City w stanie Missouri, Wichita w Kansas, Oklahoma City w Oklahomie, Dallas, lub Fort Worth w Teksasie, dalej przez Austin, San Antonio do Laredo na granicy z Meksykiem. Po przekroczeniu granicy kontynuacją jest droga krajowa [Mex 85] przebiegająca przez Monterrey.

#### Alternatywne drogi
Stany Zjednoczone mają bardzo dobrze rozwiniętą sieć dróg i autostrad. Zawsze można wybrać inną drogę, np.: alternatywą dla drogi z Tucson do Monterrey, może być autostrada [I-10] z Tucson przez El Paso do San Antonio, dalej na południe [I-35] i przez granicę w Laredo do Monterrey.

Ze Seattle w stanie Waszyngton można autostradami [I-90], a potem [I-25] dotrzeć do El Paso. Stąd jadąc na południe drogą [Mex 45D] poprzez Torreón, a potem przez León dotrzeć do miasta Meksyk.

Inną sensowną alternatywą, również dla wariantu pierwszego może być droga [Mex 15D] z Mazatlán przez Tepic, Guadalajarę, aż do miasta Meksyk.
Można też zmienić drogę w drugim wariancie, omijając [I-35] i z Grand Forks międzystanową [I-29] jechać na południe, aż do Kansas, gdzie droga łączy się z [I-35].

### Od Monterrey w Meksyku do Yaviza w Panamie

przesmyk Darién

Z Monterrey, drogą Mex 85, przez Ciudad Victoria, Pachuca, do miasta Meksyk. Dalej autostradą Mex 150D na południe przez Puebla, Mex 135D do Oaxaca. Z Oaxaca na wschód drogą Mex 190 przez Tuxtla Gutiérrez i San Cristóbal de las Casas w Chiapas, do granicy z Gwatemalą. Tuż za granicą, w miasteczku La Mesilla rozpoczyna się Central America Highway 1 [1]. Dalej na południowy wschód, przez Huehuetenango, miasto Gwatemalę, Jutiapę, do granicy z Salwadorem w San Cristobal Frontera.
W Salwadorze droga przechodzi przez miasta Santa Ana, San Salvador. Pierwsze miasto w Hondurasie jakie mijamy to Nacaome, skąd niedaleko do stolicy o nazwie Tegucigalpa. Dalej przez Choluteca do granicy w San Marcos de Colón. W Nikaragui przejeżdża się przez Estelí, Managua, Jinotepe, za granicą z Kostaryką, Liberię, Alajuelę, San José, San Isidro i Palmar Sur. Granicę przekracza się w panamskim miasteczku La Concepción i jadąc na wschód mija się miasto David, Kanał Panamski, miasto Panama, Cañita, aż do miasteczka Yaviza. Tu kończy się północnoamerykańska część drogi. Na przeszkodzie stoi przesmyk Darién, górzysty obszar bagnistej dżungli. Dalsza część drogi zaczyna się dopiero na terytorium Kolumbii.

### Z Turbo w Kolumbii do Ushuaia w Argentynie
W Kolumbii nie ma drogi doprowadzonej do granicy. Jeśli powstanie, będzie łączyć się z istniejącą drogą w okolicach miasteczka Chigorodo. Najbliższy port jest w mieście Turbo, skąd droga idzie na południe, przez Chigorodo, Medellín, Cali, Pasto, w Ekwadorze autostradą Ecuador Highway 35 [E-35] przez Tulcán, Quito, Loja, do Macara, przy granicy z Peru. Za granicą przez Tumbes, Piura, Lima, Nazca, Tacna, do granicy z Chile, niedaleko miasta Hospicia. W mieście Nazca znajduje się odbicie do Boliwii, dochodzące do jej stolicy, La Paz. Jest to droga uznawana za część Panamericany.

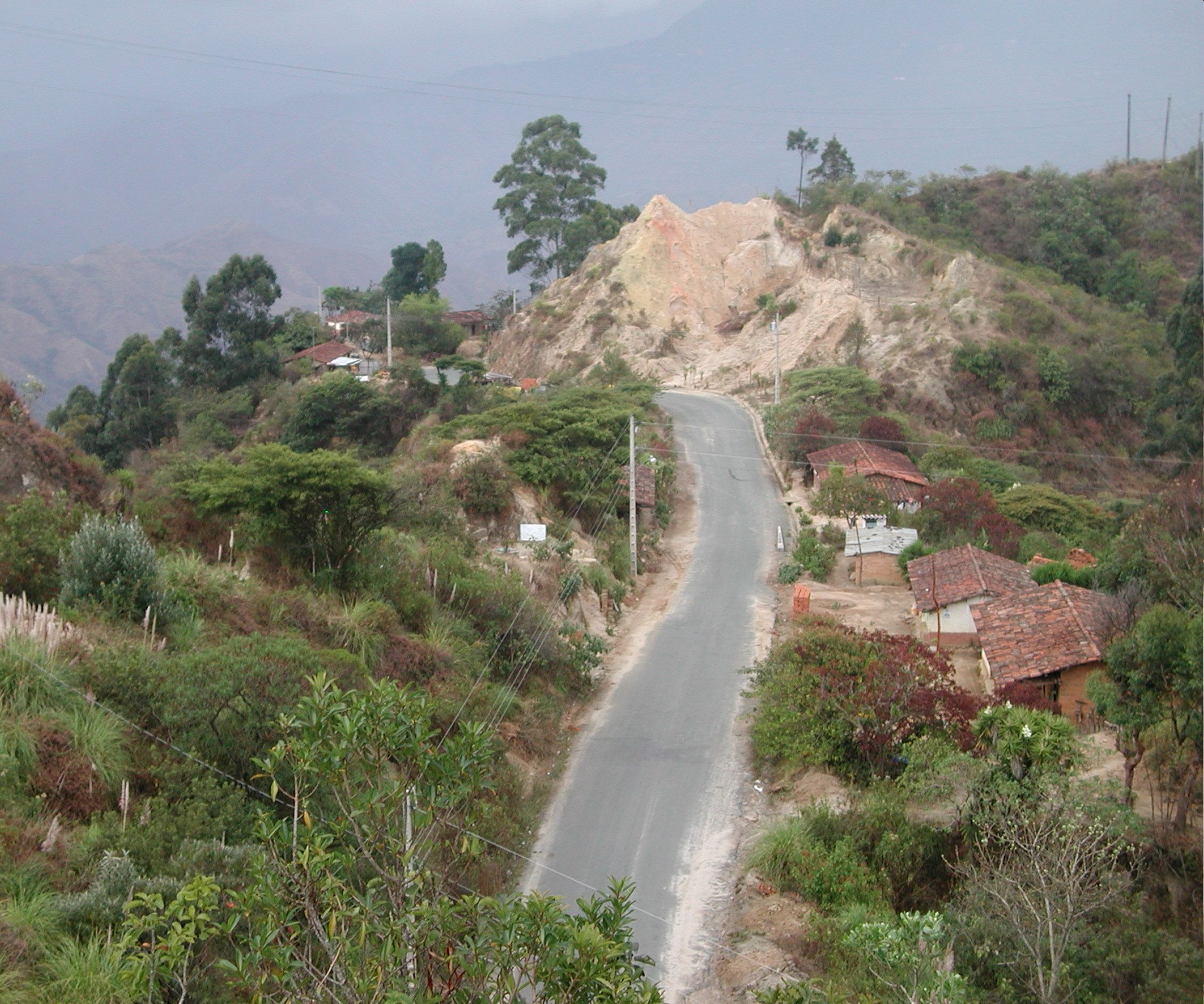
Panamericana - w Cordillera de los Andes, południowy Ekwador, blisko Catacocha

W Chile droga nr 5, przez Arica w Tarapacá, Pozo Almonte, Maria Elena, Antofagasta (mijane), Caldera do La Serena. Droga [5] prowadzi dalej na południe, przez Santiago, ale Panamericana skręca na wschód, do granicy z Argentyną. W Argentynie droga [7] biegnie przez Mendoza, San Luis, Mercedes, Rufino, Junin i San Miguel do Buenos Aires. Ze stolicy biegnie na południe [3] przez Bahia Blanca, Viedina, Trelew, Comodoro Rivadavia, Rio Gallegos, ponownie przechodzi przez Chile (okręg Magellan), by powrócić do Argentyny na Ziemię Ognistą, czyli Tierra del Fuego i zakończyć się w mieście Ushuaia.

### Wenezuelski łącznik
Aby kontynuować podróż z Panamy dalej na południe, trzeba ominąć przesmyk Darién. Trzeba wówczas skorzystać z drogi morskiej. Oprócz rejsu do Kolumbii można popłynąć do któregoś z portów w Wenezueli. Należy jednak podkreślić, że w Wenezueli każda autostrada nazywana jest Panamericaną, tak więc określanie jej dokładnego przebiegu jest trudne. Istnieją jednak dwie główne drogi uznawane za część drogi panamerykańskiej.
Pierwsza droga idzie wzdłuż wybrzeża z La Guaira przez Cumaná, Barcelonę, stolicę Caracas, San Cristobal do granicy z Kolumbią w San Antonio del Táchira. W Kolumbii przez miasto Cúcuta i Bogotę dojeżdża się do miasta La Uribe, leżącego około 85 km na północ od miasta Cali. Druga droga w Wenezueli biegnie z miasta Barcelona, położonego na wybrzeżu na południe przez Ciudad Bolivar, El Dorado do miasta Santa Elena de Uairen, położonego niedaleko granicy z Brazylią.

### Z Nazca w Peru do Buenos Aires w Argentynie
Z miasta Nazca w Peru do Buenos Aires w Argentynie, oprócz opisanej wyżej drogi, Panamericana posiada jeszcze dwie inne odnogi, biegnące równolegle z drogą przez Chile, ale idące przez Boliwię i Paragwaj. Pierwsza z nich, przebiega przez miasta Nazca, Cusco, Puno w Peru, La Paz, Oruro, Potosi w Boliwii, Salta, San Miguel de Tucumán, Córdoba, Rosario i Buenos Aires w Argentynie. Druga droga biegnie z La Paz przez miasta Cochabamba, Santa Cruz, Camiri w Boliwii, Filadelfia i Asunción w Paragwaju, Resistencia, Santa Fe, Rosario do Buenos Aires.

## Galeria zdjęć

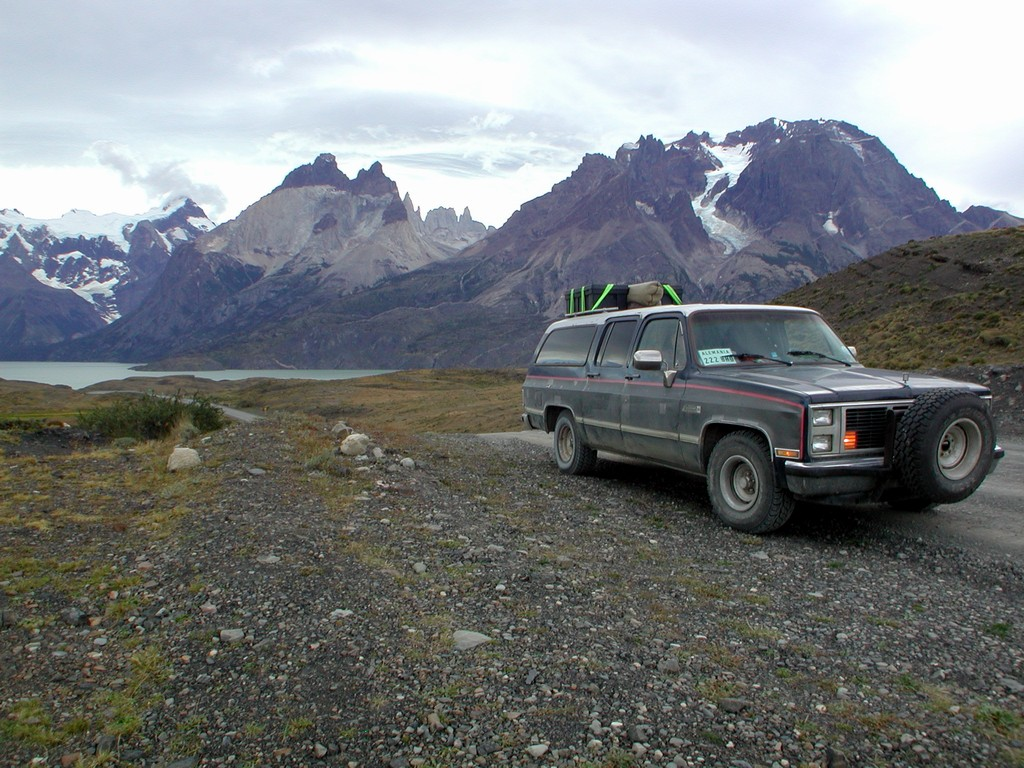
Ten samochód - GMC Sierra - przejechał całą Panamericana z Deadhorse / Prudhoe Bay, Alaska do Ushuai, Ziemia Ognista, Argentyna. Zdjęcie przed Torres del Paine, Patagonia, Chile.
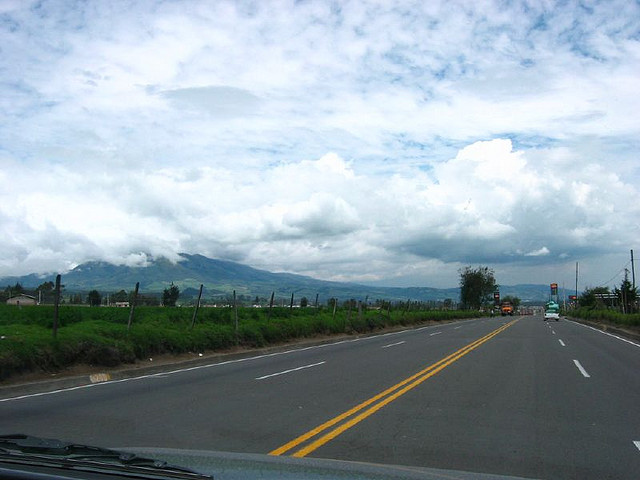
Panamericana - Cashapamba, Pichincha, Ekwador
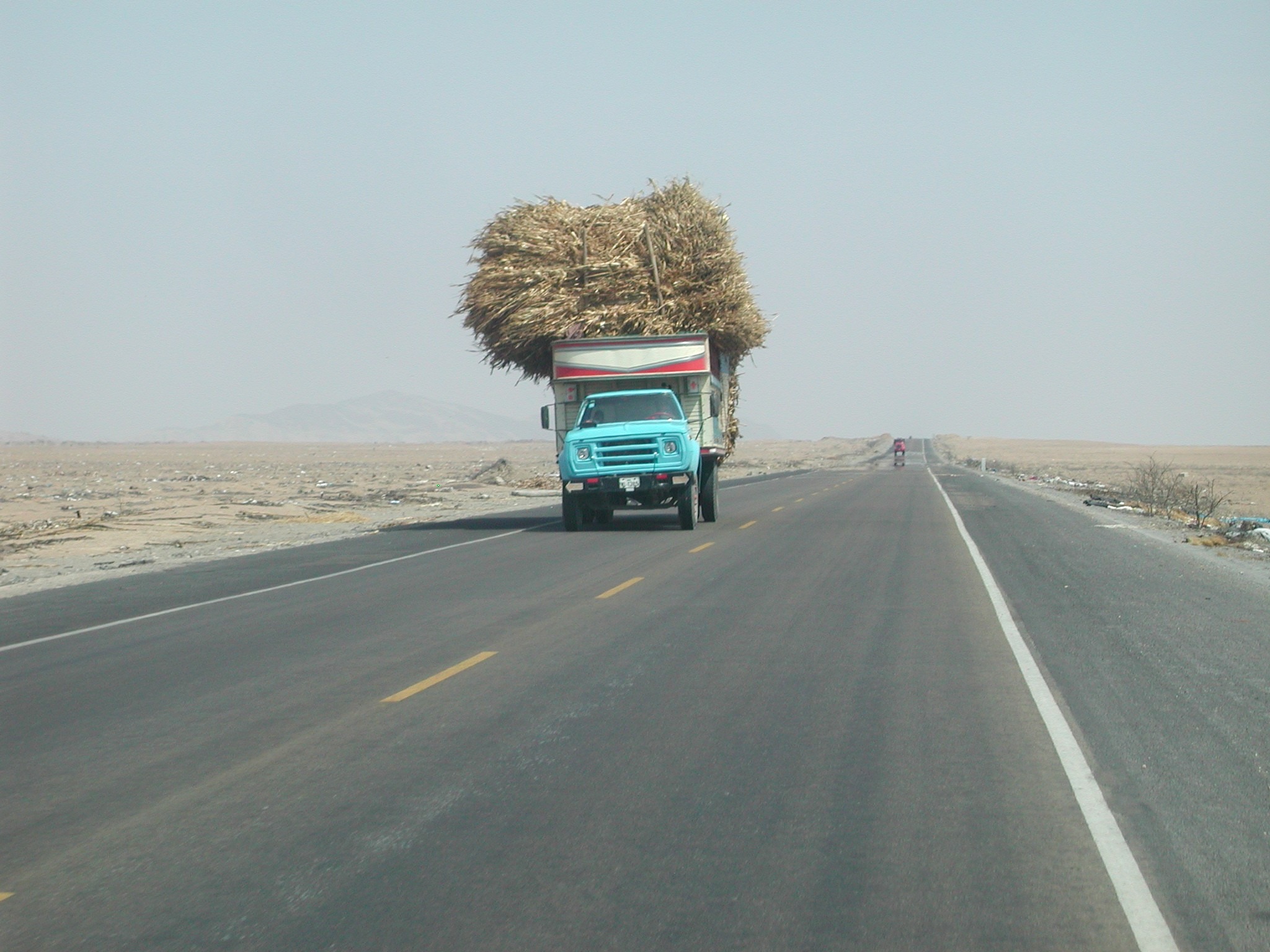
Panamericana - N. Peru niedaleko od Pacasmayo.
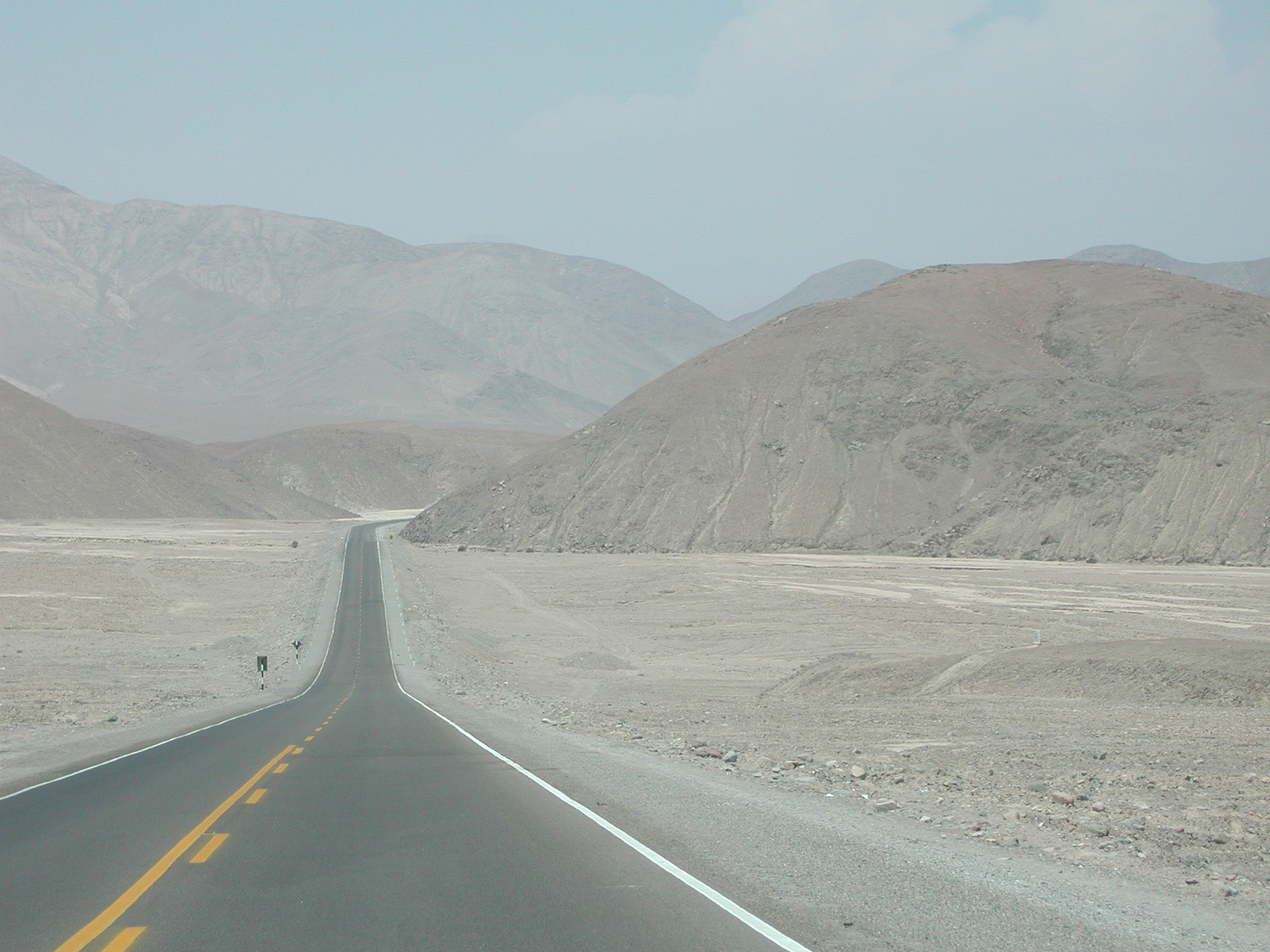
Panamericana - Pustynia Atakama, S. Peru, S. od La Joya.
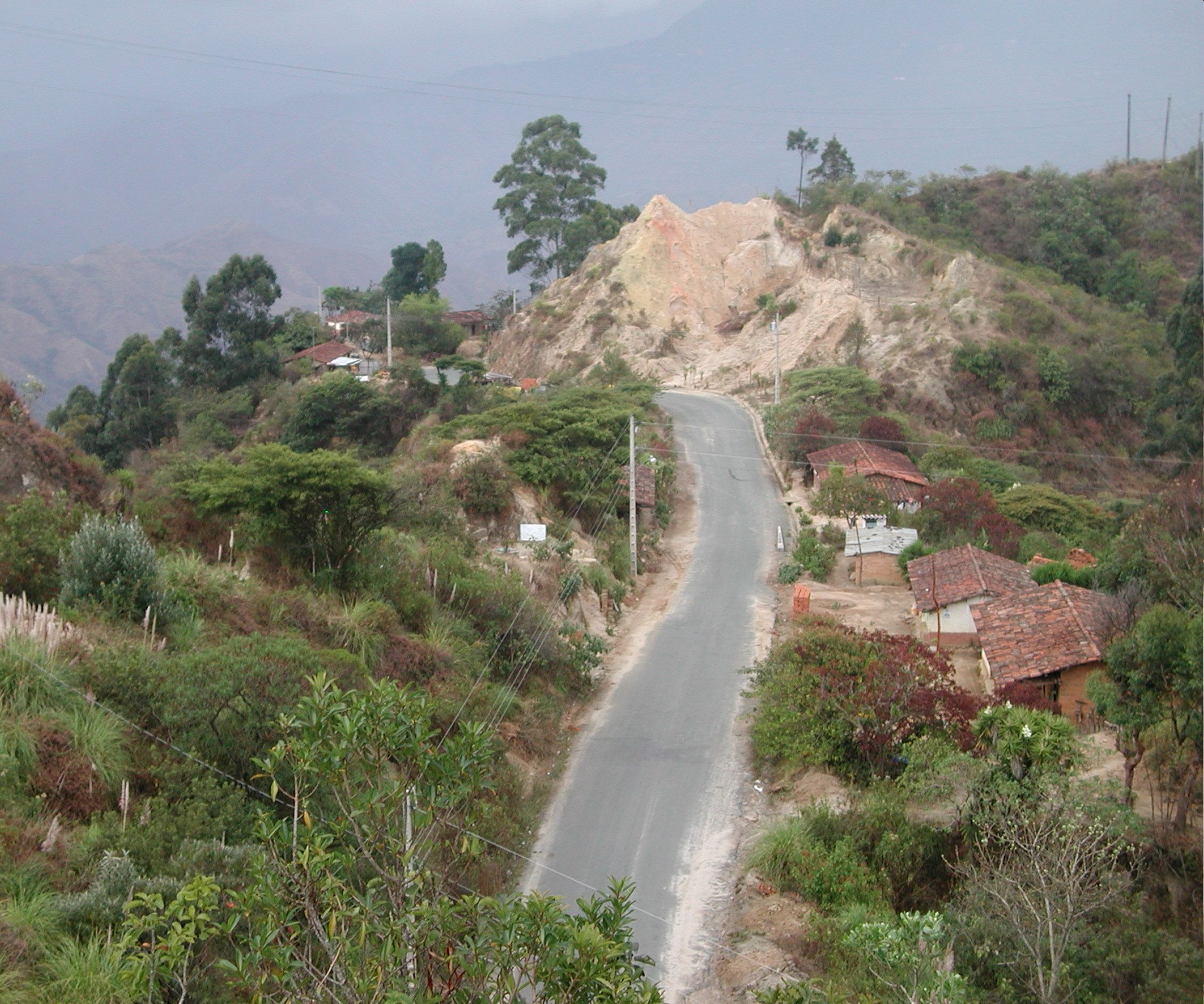
Panamericana - w Cordillera de los Andes, południowy Ekwador, blisko Catacocha